# دانيال باوليس
دانيال باوليس (بالإنجليزية: Daniel Bowles)‏ (19 أكتوبر 1991 بتوومبا في أستراليا - ) هو لاعب كرة قدم أسترالي في مركز الدفاع. شارك مع منتخب أستراليا تحت 17 سنة لكرة القدم ومنتخب أستراليا تحت 20 سنة لكرة القدم. أما مع النوادي، فقد لعب مع نادي بريزبان رور وFFA Centre of Excellence ‏ وToowoomba Raiders FC ‏.

## روابط خارجية
- دانيال باوليس على موقع قاعدة بيانات كرة القدم.إي يو (الإنجليزية)
- دانيال باوليس على موقع Soccerway.com (الإنجليزية)
- دانيال باوليس على موقع عالم كرة القدم.نت (الإنجليزية)